# Оріхівський район
Орі́хівський райо́н — колишній район на півночі Запорізької області України. Районний центр — місто Оріхів. Площа району — 1590 км². Утворено 1923 року.
На його території розташовано 60 населених пунктів, в тому числі районний центр — місто Оріхів, селище міського типу Комишуваха та 58 населених пунктів, з яких 42 села з чисельністю населення — до 500 осіб, 12 сіл — від 500 до 1000 осіб, 1 село — від 1000 до 1500 осіб, 3 села — від 1500 осіб та 3 села — понад 3000 осіб.
Населені пункти району розташовані на територіях міської, селищної і 22 сільських рад.

## Географія

### Розташування
Територія Оріхівського району розташована в північно-східній частині Запорізької області. З південного-сходу на північний-захід територію пересікає річка Кінська. Район межує: з півночі з Вільнянським і Новомиколаївським районами, зі сходу — Гуляйпільським і Пологівським, з півдня — з Токмацьким, з заходу — Запорізьким і Василівським районами.
Районний центр знаходиться на відстані 56 км від обласного центру на лівому березі р. Кінська, яка перетинає територію району з південного сходу на північний захід і впадає у Каховське водосховище.
Оріхівський район займає територію 159,8 тисяч гектарів, що становить 5,9 % від загальної площі Запорізької області.
Протікають річки: Кінська довжиною 62,1 км, Мала Токмачка — 6,8 км, Жеребець — 43,7, Комишувата — 13,6 км, Мала Комишувата — 23,2 км, Верхня Терса — 7,6 км. Загальна площа річок становить 405 гектарів.
У межах району розташовані 62 штучні водойми, (ставки) та одне природне озеро загальною площею 444 гектара.

### Рельєф
Територія району вкрита густою сіткою балок та вибалок стоку — і характеризує долинно-балочний тип розділу.
Рельєф території землекористування вузько-хвилястий з переважаючим на водорозділах площі схилів над площею плато. Балки тут різної глибини (6-15 метрів). Ширина днищ балок від 20 до 300 метрів, ширина балочних долин від 200 до 800 метрів. Схили балок місцями круті, ускладненої форми вторинної глибинної ерозії.
Рельєф району сформований водозбірними площами р. Конка, що протікає в центрі району, та річками, що впадають в неї: Жеребець, Мала Токмачка, Комишувата, і представлений багато численними балками. Їх схили в значній мірі підлягають дії водної ерозії.
Значна кількість еродованих схилів засаджена лісовими культурами, вершини більшості ярів перекриті водозатримуючими та водовідвідними валами, побудованими в 70-80 роки минулого століття.

### Клімат
Територія району належить до першого агрокліматичного району (підтопленням — 1а), який характеризується як теплий та помірно посушливий.
Найбільша кількість опадів випадає в літні місяці, при цьому опади носять липневий характер. Загальна кількість опадів була б достатньою для задоволення потреб рослин в період їх росту, якби вони випадали рівномірно протягом року.
Суттєвий вплив на кліматичні умови чинять вітри. Взимку переважають південні вітри, південно-східні та східні, які зумовлюють ясну, суху та морозну погоду. Влітку переважають північно-західні, північно-східні та північні вітри.

### Корисні копалини
Ґрунтові води на водорозділах залягають на глибину 15-20 метрів і майже всюди мінералізовані.
Смуга залізистих порід протягом майже 120 км просліджується між містами Павлоград і Оріхів, це так звана Північно-Оріхівська аномалія.
Поблизу смт Комишуваха виявлено чимало корисних копалин, які мають промислове значення. Зокрема, тут залягають великі шари залізної руди, а також марганцеві руди, буре вугілля, каоліни, білі кварцові піски і граніти.
Граніт — найпоширеніша порода Українського кристалічного щита, що видобувався в Оріхівському кар'єрі.
Поблизу Оріхова знаходиться одне з найбільших в області родовищ високоякісного формувального піску, який використовується для приготування формотворних та стержневих сумішів при виробництві чавунних та сталевих деталей. Видобуванням формувального піску займається ВАТ «Оріхівський кар'єр формоматеріалів».
Кар'єр знаходиться за 3 кілометри на південь від залізничної станції Оріхівська і розробляється з 1950 року. Основними споживачами цієї сировини є «Азовмаш» (Маріуполь), Кременчуцький сталеливарний завод, Бердянський завод «Південмаш», Запорізький завод «Автобаз».
Проектна потужність кар'єру становить 500 тисяч тонн, яка використовується на 8,0 %. Низький рівень видобутку формувального піску є наслідок відсутності попиту на цю продукцію в Україні.

### Ландшафти
За фізико-географічним районуванням Запорізької області, район лежить у межах Дніпровсько-Кінського фізико-географічного району Кінсько-Ялинської низовинної області Лівобережно-Дніпровсько-Приазовського північно-степового краю Північно-степової підзони Степової зони.

## Історія
1770 року на території сучасної Запорізької області розпочалося будівництво Дніпровської укріпленої лінії, що й поклало початок заселенню краю. Укріплена лінія складалася з 7 фортець. Дві з них, Микитинська та Григорівська, розташовувались на території сучасного Оріхівського району. Залишки Нікітінської фортеці у селі Комишуваха збереглися донині.
Уздовж берегів Кінської одна за одною виникають військові слободи, а пізніше і мирні поселення. Саме тоді і виникло поселення, яке згодом стало містом Оріховим. Герб Оріхівського повіту, затверджений у 1844 році, використовувався також як герб Оріхіва
Є декілька версій про походження назви «Оріхів». Одна з версій говорить про те, що більшість переселенців, що розташовувалися на березі Конки, були вихідцями із села Оріхівка Полтавської губернії й на згадку про свою батьківщину назвали нове поселення Оріховим. За іншою версією поселення отримало свою назву від імені балки, в якій росло багато земляних горіхів.
Статус міста Оріхів отримав 1801 року — першим на території сучасної Запорізької області.
Оріхівський район створено згідно з Постановою Всеукраїнського Центрального Виконавчого Комітету від 20 березня 1923 року «Про адміністративно-територіальний поділ Катеринославщини». Центром його став Оріхів, який тоді знов віднесений до розряду селищ міського типу. До району увійшли Оріхівська, Малотокмачанська, Білогір'ївська і Преображенська волості. Згодом район охоплював 14 сільських рад, 69 населених пунктів. У 30-х роках XX-го століття населення району становило 37050 осіб, а землі — 69509 десятин. Українського населення було 93 %, російського — 3 %, євреїв — 2 %, решта — 2 %.
На даному етапі Оріхівський район був один із найбільших у Запорізькій області. Провідна роль в економіці району належала і належить зараз сільському господарству.
До утворення колгоспів селяни у 1923—1924 роках об'єднуються у комуни, артілі, товариства по спільній обробці землі. Так було утворено 5 сільськогосподарських артілей — «Свідомість», «Зоря нового життя», «Свобода», «Нова зоря». У 1929 році на території села Жеребець (нині село Таврійське) була створена артіль ім.30-ї Іркутської дивізії, у с. Мала Токмачка — ім.3-го Інтернаціоналу, у с. Омельник — артіль «Сигнал», комуна «Свобода».
У 1929 році на Оріхівщині був організований перший колгосп, який називався «Червоний сівач», першим головою нового колгоспу був Дігтяренко І. П. В наступному році ще одна сільгоспартіль об'єднала селян-одноосібників в колгосп ім.12-річчя Жовтня. Його головою був обраний Лобач І. О. Вже в 1935 році ці господарства стали найкращими в районі, були занесені на обласну Дошку Подяки.
У грудні 1932 року низка керівників району була засуджена по так званій «Оріхівській справі», відкритій надзвичайною хлібозаготівельною комісією в Україні, яку очолював В'ячеслав Молотов. Вони звинувачувались у тому, що «чинили злісний саботаж хлібозаготівлі».
Велику роль в організаційному, господарському зміцненні колгоспів відіграли створені у 1930 році машинно-тракторні станції. На початку 1940 року машинний парк МТС налічував 70 тракторів і 58 комбайнів, що дало змогу селянам безперебійно засівати поля і вчасно збирати врожаї. У квітні 1958 року Оріхівська, Жеребецька і Малотокмачанська МТС були реорганізовані в Оріхівську ремонтно-технічну станцію, перейменовану у 1961 році в Оріхівське районне управління «Сільгосптехніка».
Одним з основних промислових підприємств став авторемонтний завод, утворений у 1937 році на базі міжрайонної майстерні по ремонту сільськогосподарської техніки. Завод займався в основному ремонтом автомобілів та двигунів до них. З 1951 року змінилася номенклатура виробів. Завод почав спеціалізуватися на випуску обладнання для тваринницьких ферм (підвісних доріжок, кормозапарників тощо). Корінна реконструкція вже механічного заводу відбулася наприкінці 50-х на початку 60-х років. Вступили до ладу нові цехи, оснащені найсучаснішим на той час обладнанням, збільшився обсяг виробництва. З 1961 року мехзавод перейменований у завод «Орсільмаш».
Продукція заводу користувалася попитом як в нашій країні так і за кордоном. «Орсільмаш» брав участь у республіканських і міжнародних виставках сільськогосподарської техніки. 1955 року був учасником Всесоюзної сільськогосподарської виставки у Москві і нагороджений медаллю.
Крім цього заводу, існували 6 борошномельних вітряків, 10 кравецьких майстерень, 15 чоботарних, 4 ковальських, 3 слюсарних, 6 жерстяних, 15 по обробці дерева і 3 овчинних.
В період перших п'ятирічок в місті та районі продовжується подальше піднесення промисловості, сільського господарства. Одним із важливих завдань, що забезпечували виконання п'ятирічок, були питання підготовки промислових кадрів, перш за все будівельників. Для швидкої підготовки кадрів були створені ЦІПи (центральні інститути праці).
Такий інститут був створений і в Оріхові, розташовувався він в приміщенні по вул. Карла Маркса.
Високих показників в районі добилися колективи заводів «Орсільмаш», ремонтно-механічного, металовиробів, швейної фабрики, райпобуткомбінату, маслозаводу, «Сільгосптехніка».
Швидкими темпами зростало будівництво житлових і культурно-побутових об'єктів.
Значних успіхів було досягнуто в сфері сільського господарства. Спеціалізація сільськогосподарського виробництва вплинула на його інтенсифікацію. У тваринництві у 60-70 роки було створено 7 спеціалізованих господарств: три по відгодівлі великої рогатої худоби, два — свиней і два — птиці. Спецгоспи щороку продавали державі понад 61 % загальної кількості м'яса, запланованого для всіх колгоспів і радгоспів району.
В господарствах району широко впроваджувалася комплексна механізація і нова технологія вирощування найбільш трудомістких культур. Механізовано більшість тваринницьких ферм. Майже всюди налагоджено механізоване водопостачання, все ширше застосовувалося автоматичне доїння, вирішувалося питання з кормоприготуванням. Набагато зріс загальний обсяг виробництва сільськогосподарської продукції.
Не пройшла осторонь Оріхівського району Німецько-радянська війна.
У перші ж дні війни близько двох тисяч жителів району стали на захист Батьківщини, всього за час війни на фронті знаходилося 11 тисяч мешканців району, майже сім тисяч осіб загинули в боях.
В липні 1941 року в м. Оріхові формується 226-95 гвардійська стрілецька дивізія, в приміщенні нинішньої СШ № 2 розгорнув свою роботу пересувний польовий шпиталь, очолюваний головним лікарем Центральної районної лікарні Лукашевичем В. М. 4 жовтня 1941 р. Оріхівський район був окупований фашистськими військами. Ворог відразу почав розправу над мирним населенням в м. Оріхові.
В період окупації розгорнули свою роботу підпільна група та партизанський загін, в місті діяла молодіжна група «Щит».
В селищі Комишуваха діяла підпільна група, що мала прямий зв'язок з Оріхівським партизанським загоном, в селах Таврійське, Юрківка патріотична група з 13 осіб чинила активний опір ворогу.
У травні 1942 — квітні 1943 рр. в плавнях діяла підпільна диверсійна група, яку очолював Проскура.
17 квітня 1943 року на околицю Новоданилівки була висаджена диверсійно-розвідувальна група на чолі з Хрустальковим. Всі члени групи загинули.
19 вересня 1943 року передовий механізований загін на чолі з Сухановим увійшов до міста й розпочалася запекла боротьба за його визволення. Бій тривав до пізнього вечора, фашистам довелося відступити, місто було звільнене, закінчилася його окупація. У наступні чотири дні район повністю був звільнений від окупантів.
За час боротьби з німецько-фашистськими загарбниками сім мешканців району були удостоєні звання Героя Радянського Союзу.
Подвиги земляків на різних фронтах і визволителів району увічнено у назвах вулиць, меморіальних комплексах, обелісках і монументах.
У 1943 році було організовано два радгоспи: «Оріхівський» та радгосп ім. Димитрова, який у 1963 році був перейменований у птахорадгосп. На початку 50-х років оріхівці відновили всі промислові підприємства та сільське господарство; освоїли довоєнні посівні площі і відновили тваринницькі ферми; перевищили довоєнний рівень виробництва.
У 1950 році у зв'язку з укрупненням сільськогосподарських артілей колгоспи Оріхова об'єдналися з господарствами сусідніх сіл: Новоданилівки, Новопавлівки і відійшли від міста.
Згідно з Указом Президії Верховної Ради УРСР від 30 грудня 1962 року «Про реєстрацію району» був ліквідований Комишуваський район. Його територія увійшла до складу Оріхівського району.
60-80-ті роки XX століття були періодом інтенсивного розвитку району і міста Оріхова. В цей час швидких темпів набуває розширення тваринницької галузі. З 1975 розпочали роботу птахорадгосп «Мирний» і птахофабрика с. Нестерянка.
У 1924—1925 навчальних роках окрім існуючих шести початкових шкіл працювала семирічна. Для неграмотних були організовані школи-лікбези та хати-читальні. Велику роль у підготовці вчителів відіграла педагогічна профшкола, створена у 1925 році. З жовтня 1920 року розпочав своє літочислення сільськогосподарський технікум, який називався агротехнічною школою. В 1930 році він був реорганізований в Оріхівський агротехнічний технікум.
У 1936 рік була повністю ліквідована неграмотність серед дорослого населення, здійснювалася загальна семилітня освіта і почався перехід до середньої.
Історія створення культосвітніх закладів району починається з 1923 року, коли було відкрито 10 сільських клубів, а вже 1925 році їх налічувалося понад 33.
У 1923 році відкрилась районна бібліотека. Протягом 30-40-х років в районі зростає мережа сільських та колгоспних бібліотек. На сьогодні в районі діє 27 бібліотек, які обслуговують всі категорії читачів.
У 1937 році відкрився кінотеатр на 400 місць, у 1961 році в місті відкрита дитяча музична школа, пізніше такі школи були відкриті в смт. Комишуваха і в селі Нестерянка.
У 1972 році, на честь 29-ї річниці визволення міста та району від німецько-фашистських загарбників, відкрито краєзнавчий музей, який з 1993 року набув статусу державного.

## Адміністративний устрій
Адміністративно-територіально район поділяється на 1 міську раду, 1 селищну раду і 22 сільських рад, які об'єднують 60 населених пунктів та підпорядковані Оріхівській районній раді. Адміністративний центр — місто Оріхів.

## Економіка
Промисловий потенціал Оріхівського району становлять 11 підприємств різної форми власності. Основу промислової галузі складають підприємства переробної промисловості (8 підприємств з 11). Значну питому вагу серед них займають підприємства харчової промисловості, насамперед, ВАТ «Оріхівський хлібокомбінат».
Землекористування району становить 159,8 тис. га. В районі створено багатоукладну систему господарювання: всього в районі працює 261 сільськогосподарське підприємство, в тому числі: 9 державних підприємств, 2 приватних підприємства, 52 господарських товариства та 198 фермерських господарств. Фермерські господарства обробляють площу 30,5 тис. га, з них в постійному користуванні 6,3 тис.га.

### Підприємства
- ВАТ «Оріхівський хлібокомбінат»
- ПП «Будтрансгаз»
- ВАТ «Машбудконструкція»
- Оріхівська виправна колонія № 88
- ВАТ «Оріхівський Кар'єр Формувальних Матеріалів»
- ВАТ «Оріхівська швейна фабрика» (орендує ТОВ «МІК»)
- Запорізький експериментальний завод транспортних засобів
- ВАТ Хлібоприймальне Підприємство «Фісаківське»
- ТОВ Виробниче Об'єднання «Будгаз»
- ПП «Птахофабрика Прилуцького»
- ТОВ «Агропром Трейд-Лтд»
- ТОВ «Техагроснаб-3000»
- ТОВ «Агротех»
- КП «Малотокмачанське»
- ВАТ «Нестерянська Птахофабрика»

## Транспорт
Територією району проходить автошлях національного значення Н08 Бориспіль — Запоріжжя — Маріуполь та залізнична лінія Запоріжжя II — Пологи. В межах району розташовані 5 залізничних станцій: Кирпотине, Фісаки, Обща, Оріхівська та Мала Токмачка. Довжина залізниці — 63,0 км.
Автобусне сполучення між населеними пунктами району здійснюють ВАТ «Магістраль», ВАТ «Автотранспортне підприємство № 12327» та приватні підприємці, які обслуговують сполучення «Оріхів — Запоріжжя».
На території району розташовано 861,57 км автомобільних доріг, з твердим покриттям — 665,54 км в. т. ч.:
- автодороги місцевого значення — 446,5 км, з твердим покриттям — 421,6 км;
- комунальні дороги — 415,07 км, з твердим покриттям — 243,94 км.
- автобусна станція — «Оріхівська».

Порти, аеропорти та морські вокзали відсутні.
Загальна довжина газопроводів територією колишнього Оріхівського району становить 458,5 км. Нафто- та продуктопроводи відсутні.

## Населення
Розподіл населення за віком та статтю (2001)
| Стать | Всього | До 15 років | 15-24 | 25-44 | 45-64 | 65-85 | Понад 85 |
| --- | ------ | ----------- | ----- | ----- | ----- | ----- | -------- |
| Чоловіки | 25 122 | 4646        | 3731  | 7467  | 6480  | 2709  | 89       |
| Жінки | 29 340 | 4451        | 3614  | 7544  | 7754  | 5464  | 513      |
| \| Статево-вікова піраміда \| Статево-вікова піраміда \| Статево-вікова піраміда \| \| ----------------------- \| ----------------------- \| ----------------------- \| \| Чоловіки \| Вік \| Жінки \| \| 89 \| 85 + \| 513 \| \| 138 \| 80-84 \| 633 \| \| 520 \| 75-79 \| 1440 \| \| 1049 \| 70-74 \| 1870 \| \| 1002 \| 65-69 \| 1521 \| \| 2043 \| 60-64 \| 2727 \| \| 963 \| 55-59 \| 1312 \| \| 1557 \| 50-54 \| 1702 \| \| 1917 \| 45-49 \| 2013 \| \| 2185 \| 40-44 \| 2193 \| \| 2027 \| 35-39 \| 1980 \| \| 1589 \| 30-34 \| 1730 \| \| 1666 \| 25-29 \| 1641 \| \| 1714 \| 20-24 \| 1714 \| \| 2017 \| 15-20 \| 1900 \| \| 2160 \| 10-14 \| 2036 \| \| 1408 \| 5-9 \| 1333 \| \| 1078 \| 0-4 \| 1082 \| |        |             |       |       |       |       |          |
| Статево-вікова піраміда |        |             |       |       |       |       |          |
| Чоловіки | Вік    | Жінки       |       |       |       |       |          |
| 89 | 85 +   | 513         |       |       |       |       |          |
| 138 | 80-84  | 633         |       |       |       |       |          |
| 520 | 75-79  | 1440        |       |       |       |       |          |
| 1049 | 70-74  | 1870        |       |       |       |       |          |
| 1002 | 65-69  | 1521        |       |       |       |       |          |
| 2043 | 60-64  | 2727        |       |       |       |       |          |
| 963 | 55-59  | 1312        |       |       |       |       |          |
| 1557 | 50-54  | 1702        |       |       |       |       |          |
| 1917 | 45-49  | 2013        |       |       |       |       |          |
| 2185 | 40-44  | 2193        |       |       |       |       |          |
| 2027 | 35-39  | 1980        |       |       |       |       |          |
| 1589 | 30-34  | 1730        |       |       |       |       |          |
| 1666 | 25-29  | 1641        |       |       |       |       |          |
| 1714 | 20-24  | 1714        |       |       |       |       |          |
| 2017 | 15-20  | 1900        |       |       |       |       |          |
| 2160 | 10-14  | 2036        |       |       |       |       |          |
| 1408 | 5-9    | 1333        |       |       |       |       |          |
| 1078 | 0-4    | 1082        |       |       |       |       |          |

За переписом 2001 року розподіл мешканців району за рідною мовою був наступним:
- українська — 91,37 %
- російська — 8,17 %
- білоруська — 0,12 %
- вірменська — 0,10 %
- румунська — 0,03 %

Станом на 01.01.2010 в Оріхівському районі чисельність наявного населення становила 48,2 тис. осіб (в тому числі 27,1 тисяч сільського населення), на 1 жовтня 2013 — 47 005 осіб.
Станом на січень 2015 року тут мешкало 46 558 осіб, з них міського — 20 435, сільського — 26 123 осіб.

## Соціальна сфера
В районі функціонує 32 заклади освіти: І ступеня — одна ; II ступеня — 10; І-III ступенів — 13; НВК — 6; одна гімназія; одна спеціалізована різнопрофільна загальноосвітня школа Навчальний 2008—2009 рік закінчило 4463 учні.
На території району працює 12 закладів охорони здоров'я на 239 ліжок та 21 ФАП. Забезпеченість населення ліжко-місцями становить 48,2 ліжко/місць на 10,0 тис. осіб. По принципу сімейної медицини працюють 8 лікарських амбулаторій, населення обслуговують 142 сімейних лікаря.
Ліжковий фонд лікувально—профілактичних закладів склав 239 ліжок, що на рівні 2008 року; забезпеченість населення 48,2 на 10 тис. населення.
До мережі закладів культури входять 26 клубних закладів, 30 бібліотек, 3 дитячі музичні школи та художня школа, краєзнавчий музей, 5 «народних» та 3 зразкових аматорських колективи.

## Туристичний потенціал

### Природно-заповідний фонд
До природно-заповідного фонду Оріхівського району входить 25 об'єктів ПЗФ місцевого (обласного) значення, у тому числі 23 заказники і 2 пам'ятки природи.
- Ботанічний заказник «Юрківська гора»
- Ландшафтний заказник «Балка Панютинська»
- Ботанічний заказник «Балка Білоглинка»
- Ботанічний заказник «Урочище Мала Токмачка»
- Ландшафтний заказник «Цілинна лощина з ярами»
- Ботанічний заказник «Балка Бабакова»
- Ентомологічний заказник «Балка Сидельникова»
- Ентомологічний заказник «Балка Норова»
- Ландшафтний заказник «Вигін Чабанка»
- Ентомологічний заказник «Балка Оріхівська»
- Ландшафтний заказник «Юрковський лиман»
- Ландшафтний заказник «Урочище Жовта круча»
- Ентомологічний заказник «Балка Чуграєва»
- Ботанічний заказник «Урочище Преображенське»
- Балка Велика кам'яна
- Віковий дуб черешчатий
- Ландшафтний заказник «Балка Драна»[8]
- Ландшафтний заказник «Балка Зеленянська»[8]
- Ландшафтний заказник «Жовтокручанська Балка»[8]
- Ландшафтний заказник «Балка Новотроїцька»[9]
- Ландшафтний заказник «Балка Нестерянська»[9]
- Ландшафтний заказник «Балка Отріщанська»[9]
- Ландшафтний заказник «Балка Широка»[9]
- Ландшафтний заказник «Балка Новоіванівська»[9]
- Ландшафтний заказник «Балка Кущовська»[9]

### Історико-культурні та археологічні пам'ятки
- Братська могила петроградських і московських курсантів, 1920 р.
- Курганний могильник «Шаврова могила»
- Поселення «Мечеть-могила»

### Історико-архітектурні споруди
- Залишки Микитинської фортеці
- Торговельні ряди
- Будинок Генріха Янцена
- Комплекс споруд жіночої гімназії та чоловічого реального училища
- Будинок міської управи
- Земська школа (поч. XX ст.)

## Політика
25 травня 2014 року відбулися Президентські вибори України. У межах Оріхівського району було створено 39 виборчих дільниць. Явка на виборах складала — 49,74 % (проголосували 19 309 із 38 817 виборців). Найбільшу кількість голосів отримав Петро Порошенко — 34,10 % (6 584 виборців); Юлія Тимошенко — 15,19 % (2 934 виборців), Сергій Тігіпко — 10,39 % (2 007 виборців), Олег Ляшко — 6,91 % (1 335 виборців), Михайло Добкін — 6,57 % (1 268 виборців), Анатолій Гриценко — 5,73 % (1 106 виборців). Решта кандидатів набрали меншу кількість голосів. Кількість недійсних або зіпсованих бюлетенів — 2,41 %.